# Арича
Арѝча (на италиански: Ariccia, исторически: Aricia) е град и община в Лацио, Централна Италия, на 26 км от Рим.
Арича се намира в планините Албани на Виа Апия и е към околия Кастели Романи и има 18 381 жители (30 април 2009 г.)
Негови квартали са Чекина и Фонтана ди Папа.
На Via dell'Uccelliera, посока Рока ди Папа, има феномен на оптично заблуждение. Подобно явление се вижда и на път A719 в Шотландия на планината Electric Brae.